# Cá âm dương
Cá âm dương hay cá sốt âm dương (tiếng Trung: 陰陽魚, tiếng Anh: Yin Yang fish) là một món ăn cá sống ở Đài Loan (thông thường là các loại cá chép), đây là một món ăn độc đáo gọi là "cá âm dương". Một con cá còn tươi sống nhanh chóng bị nhúng thân vào chảo dầu vào phục vụ khách khi chiếc đầu cá còn tươi nguyên và cử động. Món này đặc biệt ở chỗ là nửa sống nửa chín tùy khẩu vị để thực khách chọn chỗ mà gắp. Nhiều khi những con cá chín phần đuôi nhưng phần đầu vẫn ngọ nguậy. Tuy nhiên trong nhiều năm gần đây, món ăn này đã gây nhiều tranh cãi song vẫn phổ biến ở một số cửa hàng. Cá sốt âm dương là món ăn gây khá nhiều "kinh hãi". Món ăn này khá "kinh dị" và gây ra nhiều tranh cãi nhưng vẫn rất phổ biến ở một số nhà hàng Trung Quốc.